# هندریک بروکس
هندریک بروکس (هلندی: Hendrik Brocks؛ زادهٔ ۲۷ مارس ۱۹۴۲) دوچرخه‌سوار اهل هلند است.